# 노르웨이의 경제
노르웨이의 경제는 고도로 발달된 혼합 경제로 전략적 영역에서 국유적이다. 글로벌 경기 순환에 민감하지만 산업 혁명이 시작된 이후 노르웨이 경제는 견조한 성장세를 보였다. 노르웨이는 다른 유럽 국가들에 비해 생활 수준이 매우 높고, 강력한 통합 복지 제도를 가지고 있다. 노르웨이의 현대 제조 및 복지 시스템은 천연 자원, 특히 북해유전의 개발에 의해 생산된 재정 비축지에 의존한다. 2018년 유엔 자료에 따르면 노르웨이는 룩셈부르크, 스위스와 함께 세계 3개국 중 유일하게 1인당 GDP가 7만 달러를 넘는 나라가 섬나라도 아니고 소국도 아니다.

## 역사

### 산업 혁명 이전
산업 혁명 이전 노르웨이의 경제는 농업, 목재, 어업에 크게 기반을 두고 있었다. 노르웨이인들은 기근이 드물었지만, 대체로 상당히 부족했던 환경에서 살았다. 헤드마켄과 외스트폴주의 특정한 비옥한 지역을 제외하고, 작물은 귀리, 호밀, 보리 같은 단단한 곡물로 제한되었고, 가축은 양, 염소, 소, 돼지, 그리고 일부 가금류에 제한되었다. 노르노르게와 북부 지역에서 사미인은 순록의 유목민 목축으로 살았다. 청어, 대구, 넙치 등 냉수 어종이 풍부하게 발견됐지만 해안 곳곳에서 낚시를 하는 것은 위험한 일이었다. 노르웨이(18세기)에 감자가 도입되면서 노르웨이인들은 상당한 안도감을 느꼈다.
해안 전역에서 어류(대구, 청어, 넙치 등 냉수종 포함)의 수확은 농사에 중요한 보조물이었고, 북쪽과 서쪽의 많은 지역에서 1차적 생계를 유지했다. 어업은 일반적으로 작물 재배와 소규모 농가의 가축 사육으로 보완되었다.
몇몇 왕이 기사가 된 충성스런 신하들에게 토지를 보상하기는 했지만 노르웨이의 경제적 상황은 봉건제도의 형성에 도움이 되지 않았다. 소작인은 노르웨이 농업의 주요 사업 단위였으며 앞으로도 그러했지만, 19세기까지 농사를 지을 수 있는 토지가 부족하게 되었다. 많은 농가가 소작농으로 빈곤에 빠졌고, 북미 이민의 자극제가 되었다.

### 산업 혁명
콩스베르그, 뢰로스, 뢰켄베르그에서의 광산을 제외하고 산업화는 19세기 중반 노르웨이에서 처음으로 건설된 방직공장과 함께 이루어졌다. 그러나 기업인들의 정치가 이러한 요구에 부응하기 위해 은행을 설립하게 되면서 최초의 대기업이 형성되었다.
산업계는 또한 농업부문에서 이탈한 많은 개인들에게 일자리를 제공했다. 산업 임금이 농업 임금을 웃돌면서 재배지 감소와 농촌 인구 패턴의 장기적 추세가 시작됐다. 노동계급은 노르웨이에서 고유한 지역, 문화, 정치와 함께 뚜렷한 현상이 되었다.

## 주 소유권 역할

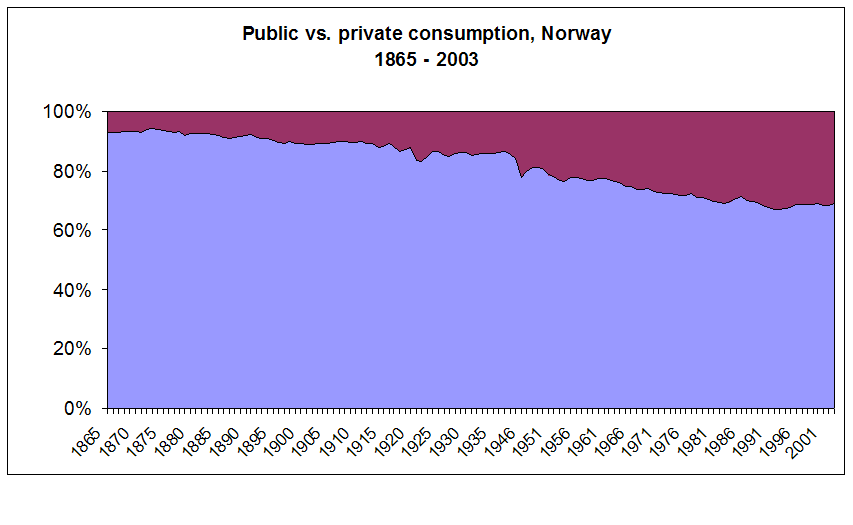
공용 및 개인 소비 소스: 노르웨이 통계청

노르웨이 주는 전략석유 부문(에퀴노르), 수력 에너지 생산(스태트크래프트), 알루미늄 생산(노르스크 하이드로), 노르웨이 최대 은행(DNB), 통신 사업자(텔레노르)와 같은 천연 자원과 전략 산업에 집중된 주요 산업 분야에서 큰 소유 지위를 유지하고 있다. 정부는 오슬로 증권거래소에서 상장기업 총 가치의 약 35%를 장악하고 있으며, 최대 상장기업 7곳 중 5곳이 주 정부의 일부 지분을 갖고 있다. 비상장 기업이 포함되면 국가는 (주로 석유 직거래 라이선스 소유에서) 소유권 점유율이 훨씬 더 높다. 노르웨이의 국영기업은 전체 비농업 고용의 9.6%를 차지하는데, 국유지분이 소수인 기업을 포함하면 거의 13%로 늘어나 OECD 국가 중 가장 높다. 국가 소유 지분을 가진 상장사와 비상장사 모두 시장 주도형이며 고도로 자유화된 시장 경제에서 운영되고 있다. 노르웨이 오픈마켓 경제에서 상대적으로 높은 수준의 국가 소유권이 조합된 것은 국가자본주의의 한 형태로 묘사되어 왔다.
석유 및 가스 산업은 유전의 직접 소유, 에퀴노르의 주식 배당, 면허료 및 세금 등을 통해 노르웨이 복지국가에 재원을 제공하는 등 노르웨이 경제에서 지배적인 역할을 한다. 석유·가스 산업은 정부 수입과 부가가치 측면에서 노르웨이의 최대 규모다. 이 부문의 조직은 석유자원의 탐사, 개발, 추출이 국가직접금융이익(SDFI)이라는 시스템을 통해 조세, 면허, 국가직접소유권의 혼합을 통해 사회 전체의 공공가치 창출로 이어지도록 하기 위한 것이다. SDFI는 1985년에 설립되었으며 다수의 석유 및 가스전, 파이프라인 및 육지 시설뿐만 아니라 에퀴노르 지분의 67%를 국유하고 있다. 석유 산업으로부터의 정부 수입은 정부가 공공지출을 위해 기금에 접근하는 것을 금지하는 구조로 노르웨이 정부연기금으로 이전된다. 이 기금의 자본에서 발생하는 수입만이 정부지출에 사용될 수 있다.
높은 수준의 국가 소유는 다양한 이유로 인해 동기가 부여되었지만, 가장 중요한 것은 천연 자원의 활용에 대한 국가 통제에 대한 욕구이다. 20세기 이전에 공공 인프라의 제공으로 국가의 직접 개입이 시작되었고, 제2차 세계 대전 이후 여러 제조 회사에서 독일 자산을 취득함으로써 산업 및 상업 기업으로 크게 확장되었다. 1972년 스타토일의 설립과 함께 국가 소유의 최대 확대가 일어났다. 국가가 지분을 소유한 산업과 영리기업은 자유화가 심하고 시장 주도적인데, 시장화는 공공 서비스 제공업체뿐만 아니라 산업까지 확대된다.

## 경제 구조 및 지속적인 성장
노르웨이가 석유 수출국으로 부상하면서 노르웨이 경제 정책에 대한 여러 가지 이슈가 제기되었다. 노르웨이의 인적 자본 투자의 상당 부분이 석유 관련 산업에 집중되고 있다는 우려가 제기되어 왔다. 노르웨이의 경제구조는 숙련된 노동력이 필요 없는 천연자원에 대한 의존도가 높아 이들 천연자원에 대한 수요 변동과 가격 책정에 경제성장이 매우 취약하다는 지적이 나왔다. 노르웨이 정부연기금은 석유 수입 의존을 막기 위한 여러 노력의 일부이다.
1970년대 이후 석유 호황으로 스웨덴과 특히 핀란드와 같은 다른 북유럽 국가들과는 달리 민간 부문에서 새로운 산업을 개발하고 장려하기 위한 정부 인센티브가 거의 없었다. 그러나 지난 수십 년 동안 국가 및 지방 정부 차원에서 국제적으로 경쟁력 있는 새로운 "본토" 산업의 형성을 장려하기 위한 인센티브를 받기 시작했다. 첨단산업에 대한 포부와 더불어 미래 고용원으로 중소기업 성장을 독려하는 데 대한 관심이 높아지고 있다. 2006년 노르웨이 정부는 이러한 사업 성장을 촉진하기 위해 9개의 "전문 센터"를 구성했다. 이후 2007년 6월 노르웨이 정부는 노르웨이 암 연구의 80%가 오슬로와 근접해 이루어지고 대부분의 노르웨이 생명공학 회사들이 암에 집중되어 있다는 점을 활용하여 전문지식의 중심으로서 오슬로 캔설 클러스터(OCC)를 형성하는 데 기여하였다.

## 농업

### 해충의 방제
전체 국가의 농약 사용 정보는 노르웨이 통계청에서 확인할 수 있다.

## 같이 보기
- 노르딕 모델